# پیر بزوخوف
پیوتر کریلوویچ بزوخوف (روسی: Петр Кирилович Безýхов)   شخصیت اصلی رمان جنگ و صلح اثر لئو تولستوی است‌. او پسر نامشروع و مورد علاقه کنت کریل ولادیمیرویچ بزوخوف یکی از ثروتمندترین افراد امپراتوری روسیه است‌. پیر بهترین دوست‌ آندری بالکونسکی است‌.